# Avtobus
Avtobus je prevozno sredstvo, namenjeno prevozu večjega števila ljudi v javnem prometu. Poznamo več vrst avtobusov: mestne, primestne in turistične avtobuse.

## Vrste avtobusov

### Mestni avtobus
Mestni avtobusi so nasledili omnibuse in tramvaje. Prvi so bili tako kot ostala prevozna sredstva v začetku razvoja glasni, počasni, negospodarni, kadili so ravno tako veliko. Zaradi tega se praktična uporaba avtobusa za mestne potrebe ni začele šele do okoli leta 1950, do takrat so bili popularni tramvaji za njimi pa malo manj trolejbusi. Mestni avtobusi so bili visokega poda, atraktivnega izgleda, ampak so imeli tudi veliko pomanjkljivosti, kot npr. lesene sedeže, zelo slabo in trdo vzmetenje, glasne motorje... Ker je bil v začetku dobe mestnih avtobusov asfalt redkost in so bile ceste v glavnem tlakovane, je bila vožnja še toliko manj udobna. Razpored sedežev je prilagojen glede na obliko avtobusa (število vrat, dolžina, širina); za razliko od primestnega ima mestni avtobus predvideno večje število stojišč. Vstopna in izstopna vrata so po navadi dvokrilna, kar omogoča večjo širino in s tem hitrejše vstopanje oz. izstopanje potnikov. Poznamo dve izvedbi mestnih avtobusov: zgibne in solo avtobuse. Zgibni avtobusi imajo tik za drugo osjo krožni zglob, omogoča lažje zavijanje avtobusa v ostrih in nepreglednih ovinkih. Solo avtobusi so klasični dvo ali troosni avtobusi krajših dolžin. Sodobni mestni avtobusi imajo motor nameščen zadaj, so okolju prijazni, imajo oblazinjene sedeže, klimatske naprave, dobro gretje ... Skorajda vsi sodobni mestni avtobusi imajo pogon na zadnji tretji osi (tako imenovani »pusher sistem«), redki avtobusi imajo ročne menjalnike.

### Primestni avtobus
Primestni avtobusi so namenjeni prevozu potnikov iz manjših naselij oziroma primestij v mesta. Od mestnih avtobusov se razlikujejo po tem, da nimajo nizkega poda in da imajo drugačen razpored sedežev (vsi sedeži so praviloma obrnjeni naprej in postavljeni eden za drugim po dva sedeža skupaj tako na levi kot na desni strani avtobusa, po sredini pa stoji ozek hodnik). Vrata primestnih avtobusov so praviloma enokrilna. 
Primestni avtobusi, ki vozijo na daljše razdalje, imajo vgrajena tudi stranišča. Motorji so močnejših izvedb, dosegajo večje hitrosti in imajo manjšo porabo, saj peljejo večino časa z enakomerno hitrostjo.

### Turistični avtobus
Turistični avtobus je vozilo, namenjeno dolgim potovanjem in se znatno ne razlikuje od primestnega avtobusa. Razlikuje se predvsem v udobju potovanja, teži, moči motorja in prostornini tovornega prostora. 
Poznamo tudi avtobuse za prevoz večjih skupin, ki so lahko nadstropni.

### Bibliobus
Bibliobus (tudi potujoča knjižnica) je posebej predelan avtobus, v katerem je urejen prostor za knjižno in neknjižno gradivo. Navadno ga imajo v lasti večje knjižnice in z njim obiskujejo oddaljenejše kraje in s tem zagotavljajo večjo dostopnost do različnega gradiva.